# Борн, Мэтью
Сэр Мэ́тью Борн (Matthew Bourne; род. 13 января 1960) — английский хореограф и режиссёр, основатель танцевальной труппы Adventures in Motion Pictures в 1987 году (с 2002 года — New Adventures). Единственный, кто получил премию «Тони» и как лучший режиссёр музыкального спектакля, и как лучший хореограф (1999, за «Лебединое озеро»). В мае 2016 года за заслуги в области хореографии был посвящён в рыцари Соединённого Королевства.

## Биография
Родился в 1960 году в лондонском районе Хакни. Учился в средней школе в районе Уолтемстоу. С 14 лет стал охотником за автографами и в этом качестве посетил все крупнейшие премьеры Вест-энда. В 1978 году, в возрасте 18 лет, пошёл работать: сначала клерком в BBC, потом занимался распространением билетов в театральном агентстве Кита Прауза (Keith Prowse Theatre Agents), был капельдинером в Национальном театре. Начал заниматься танцем в 22 года, поступив в 1982 году в Лабановский центр движения и танца в Дептфорде, в последний год обучения выступал в танцевальной труппе центра. В 1986 году получил степень бакалавра искусств.
Ещё подростком, не имея специального образования, Борн пытался организовать разные любительские танцкомпании. В 1987 году вместе со своими друзьями Эммой Гладстоун и Дэвидом Массингэмом он основал собственную небольшую танцевальную труппу Adventures in Motion Pictures (англ. Приключения в кино, дословно — в живых / движущихся картинках) и становится её хореографом и руководителем, с 1991 года — единоличным. В 2002 эта труппа была реорганизована в компанию New Adventures (англ. Новые приключения).
В своём творчестве он часто обращается к классическим спектаклям и сюжетам, придавая им свою оригинальную трактовку («Щелкунчик», «Сильфида», «Золушка», «Спящая красавица», «Кармен»). Настоящий успех к Борну-хореографу пришёл после постановки собственной версии балета «Лебединое озеро», где он передал партии лебедей танцовщикам-мужчинам. Пользуясь языком современного танца, он с юмором обыгрывает ходы и мизансцены балетной классики.
В 2016 году Мэтью Борн получил титул сэра — 20 мая в Кларенс-хаусе принц Чарльз посвятил хореографа в рыцари Соединённого Королевства.

## Постановки
- 1988 — Spitfire
- 1989 — «Как вам это понравится» (для RSC), «Плавучий театр[англ.]»*[* 1] (Мальмо, Швеция), «Инфернальный галоп»
- 1990 — Children Of Eden*
- 1991 — «Город и деревня»
- 1992 — Deadly Serious, Percy of Fitzrovia, «Щелкунчик!», «Инфернальный галоп» (новая редакция)
- 1993 — Drip: a Narcissistic Love Story, Late Flowering Lust (для телевидения BBC)
- 1994 — «Хайланд флинг» («Шотландский перепляс»), «Оливер!»*
- 1995 — «Лебединое озеро[англ.]»
- 1997 — «Золушка»
- 1998 — «Лебединое озеро[англ.]» на Бродвее
- 2000 — «КарМэн[англ.]»
- 2001 — «Моя прекрасная леди»*, «Юг Тихого океана»*
- 2002 — «Щелкунчик»[8] (новая редакция), «Пьеса без слов[англ.]»
- 2004 — «Мэри Поппинс»*
- 2005 — «Эдвард Руки-ножницы[англ.]»
- 2008 — «Дориан Грей[англ.]»
- 2009 — «Оливер!»* (возобновление)
- 2010 — «Золушка» (новая редакция)
- 2011 — «Повелитель мух»[9]
- 2012 — «Спящая красавица»[10]
- 2016 — «Красные туфельки»
- 2019 — «Ромео и Джульетта»

## Признание и награды
- 1996 — Time Out Special Award
- 1996 — Southbank Show Award[англ.]
- 1996 — Премия Лоренса Оливье в номинации «Лучший оригинальный танцевальный спектакль» (за «Лебединое озеро[англ.]»)
- 1999 — Астеровская премия[англ.] (за режиссуру, концепцию и хореографию «Лебединого озера»)
- 1999 — две премии «Драма Деск» в номинациях «Лучшая хореография» и «Лучший режиссёр мюзикла» (за «Лебединое озеро»)
- 1999 — две премии «Тони» в номинациях «Лучшая хореография» и «Лучший режиссёр мюзикла» (за «Лебединое озеро»)
- 2000 — премия «Ивнинг Стандарт[англ.]» в номинации «Музыкальное событие» (за «КарМэн[англ.]»)
- 2001 — офицер Ордена Британской империиофицер за заслуги в области танца
- 2003 — Шекспировская премия[англ.], Гамбург
- 2005 — премия Лоренса Оливье в номинации «Лучшая оригинальная хореография» (за «Мэри Поппинс»)
- 2007 — премия «Драма Деск» в номинации «уникальное театральное представление» (за «Эдвард Руки-ножницы[англ.]»)
- 2007 — TMA, специальная премия театральных менеджеров за личные заслуги (гастрольная деятельность и развитие аудитории)
- 2010 — The British Inspiration Award (в категории «искусство»)
- 2013 — премия де Валуа за выдающиеся достижения от Круга английских критиков.
- 2013 — «Танец в фокусе», премия Ассоциации танцевального кино.
- 2014 — премия Джорджа Мону[англ.] (вручена во время церемонии открытия Театра Мэтью Борна в Колледже Мону[англ.], Лондон)
- 2015 — премия Равеннского фестиваля[англ.]
- 2015 — Театральная премия Великобритании «за выдающийся вклад в британский театр»
- 20 мая 2016 — посвящён в рыцари Соединённого Королевства.
- Почётный доктор искусств университета Де Монтфорт[англ.] (2007), Плимутского[англ.] (2010), Кингстонского (2011) и Рохамптонского (2011) университетов.

## Рецензии
- ПОЛЕТ ЛЕБЕДЯ «Лебединое озеро» Мэтью Борна в театре Арчимбольди в Милане на Belcanto.ru
- Ни пуха ни пера. Новые постановки «Лебединого озера» не оставляют ничего от классического балета (недоступная ссылка) на Новые Известия
- «Пьеса без слов» на Театральном смотрителе
- [www.forumklassika.ru/showthread.php?t=47495&page=1 «Дориан Грей»] на [www.forumklassika.ru ФорумКлассика]
- «Золушка» на Театральном смотрителе
- О «Золушке» на сайте Чеховского фестиваля